# George Handy

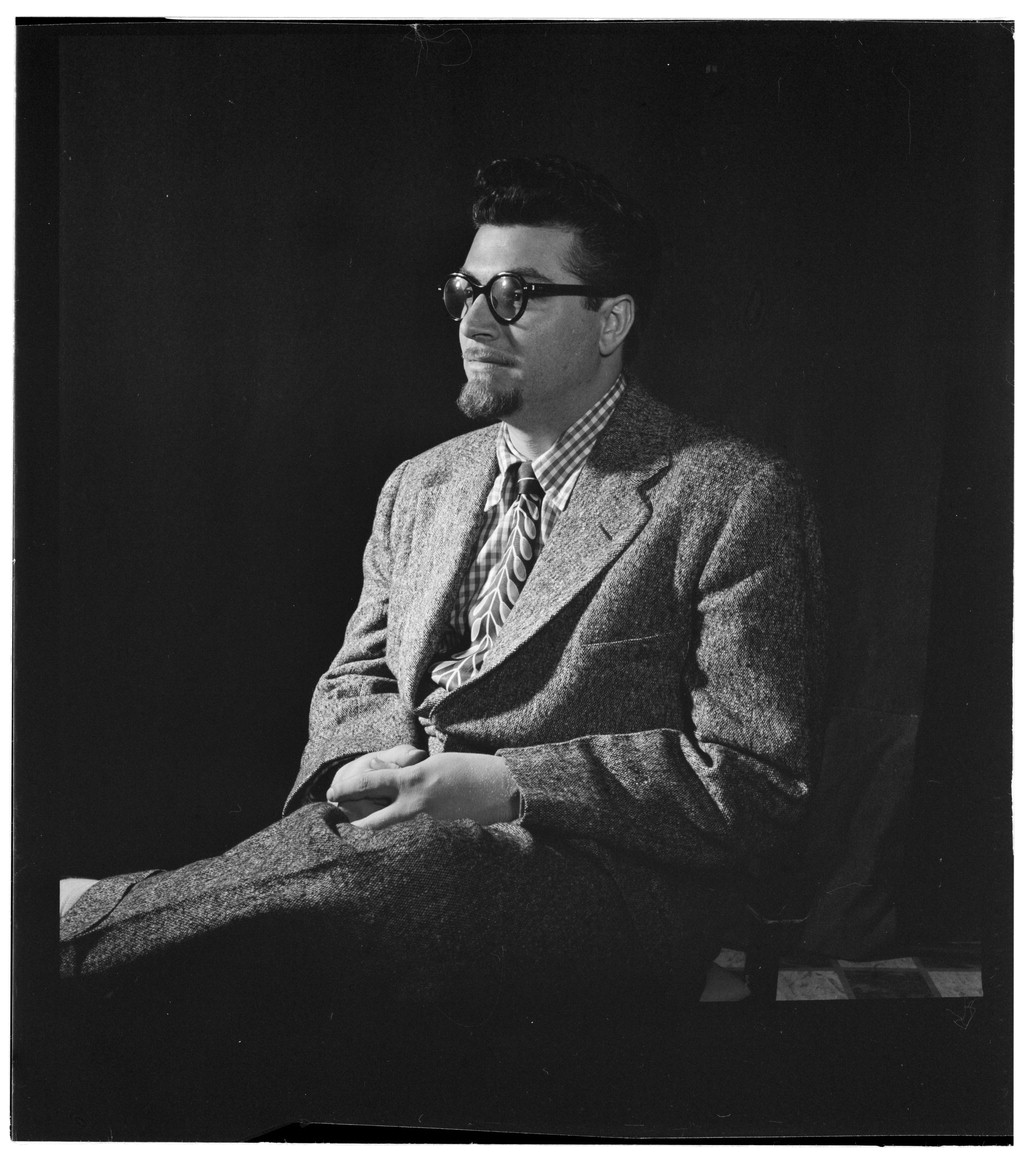
George Handy, ca. Januar 1947.
Fotografie von William P. Gottlieb.

George Handy (bürgerlich George Joseph Hendelman; * 17. Januar 1920 in New York City; † 8. Januar 1997 ebenda) war ein Jazz-Arrangeur, Komponist und Pianist. In Erinnerung bleibt er für seine Arrangements und die Neue Musik reflektierenden Kompositionen.

## Leben und Wirken
Handy spielte schön fünfjährig Klavier und erhielt zunächst Unterricht von der eigenen Mutter. Zu den Freunden aus der Kindheit gehörten Terry Gibbs, Al Cohn, Tiny Kahn und Frank Socolow. Er studierte kurz an der Juilliard School of Music in New York und nahm für eine Weile Privatunterricht bei Aaron Copland. Zunächst arbeitete er 1938 als Swing-Pianist für Michael Loring, wurde dann aber 1940 in die US Army eingezogen. Er arrangierte danach für Raymond Scotts Orchester, für Les Brown und für Jack Teagarden. 1943 leitete er eine eigene Band. Von 1944 bis 1946 war er Mitglied des Orchestra von Boyd Raeburn, das sich damals, wie einige andere Bigbands, auf den Bebop ausrichtete. Dort arrangierte und komponierte er und spielte Klavier. Es entstanden vielschichtige Werke wie Tonsillectomy und Dalvatore Sally, die teilweise dem Progressive Jazz zugeschlagen werden. Er verließ das Orchester, um ein halbes Jahr lang für die Paramount Studios zu arbeiten, kehrte aber dann zu Raeburn zurück. In dieser Zeit hatte Handy seine kreativste Phase und schrieb auch Arrangements von alten Standards im Bebop-Stil.
1946 verließ Handy endgültig die Formation von Raeburn. In diesem Jahr wirkte er auch an der Aufnahme Diggin´Diz von Dizzy Gillespie und Charlie Parker mit und hatte die Gelegenheit, mit einer Bigband und Streichern sein von Norman Granz beauftragtes Stück „The Bloos“ zur Kompilation The Jazz Scene beizutragen. Obwohl er weiter für andere Gruppen arrangierte, war seine Zeit bei Raeburn von 1944 bis 1946 die erfolgreichste; danach trat er aufgrund einer Drogenabhängigkeit eine Therapie an.

Erst 1954 konnte er seine Karriere wieder aufnehmen. Für das Label X (das zu RCA gehörte), entstanden zwei Alben unter seinem Namen: Handyland U.S.A. (1954) und By George: Handy  of Course (1955); auch trat er im Birdland auf. 1955 beauftragte Eddie Caine ihn, ein Flötenstück zu komponieren; es entstand die mehrsätzige The Caine Flute Sonata, die Züge des Third Stream aufnahm.
George Handy spielte 1956 im Zoot Sims Quintett bei der Aufnahme des Albums Zoot! mit; eine seltene Gelegenheit, den Pianisten in kleiner Besetzung zu hören. Mit Zims entstanden 1956 und 1957 noch zwei weitere Alben. Auch arrangierte er für Hal McKusicks Album Cross-Section Saxes (1958). Bis in die Mitte der 1960er Jahre widmete er sich drei Saxophonquartetten und einer Saxophon-Suite in acht Sätzen, die er für das New York Saxophone Quartet (mit Caine, Ray Beckenstein, Al Epstein, Danny Bank) komponierte. Teilweise arbeitete er auch als Musikkritiker für die Fachzeitschrift Down Beat.
1968 nahm Handy einen Job als Pianist in der Hausband in einem Hotel in den Catskill Mountains an. Später wurde er Bandleader im Granite Hotel, wo er seine musikalische Karriere beendete. In den 1980er Jahren wohnte er einer Aufführung seiner The Caine Flute Sonata bei. Von seinen eigenen Aufnahmen ist The Bloos (1946) die bekannteste.

## Diskographie (Auswahl)
- Charlie Parker: The Complete Savoy and Dial Recordings (Savoy, 1944–48)
- Boyd Raeburn: More 1944-1945 (Circle), Man with the Horns (Savoy, 1945–46)
- Handyland U.S.A. (X. 1954/BMG 1998)
- By George: Handy of Course (1955; wiederveröffentlicht als Pensive bei Fresh Sound Records 2007)
- Zoot Sims: Zoot! (Riverside/OJC, 1956)